# Le Splendid
Pour les articles homonymes, voir Le Splendid (troupe) et Splendid (homonymie).
Le Splendid est un café-théâtre fondé en 1974 au numéro 18, passage d'Odessa, dans le quartier du Montparnasse, à Paris 14e, dans l'arrière-salle d'un bistrot faisant face au Vrai Chic parisien où Coluche s’est installé après avoir quitté le Café de la Gare. 
La troupe du Splendid est fondée en 1974, par un collectif d'auteurs et acteurs, comprenant Christian Clavier, Michel Blanc, Gérard Jugnot, Thierry Lhermitte,  Valérie Mairesse remplacée par Josiane Balasko, Marie-Anne Chazel et Bruno Moynot devenus ensuite la troupe du Splendid. 
En 1976, la troupe en rupture de bail est contrainte de collecter de l'argent, acheter une ancienne murisserie de bananes, faire ensemble de gros travaux d'aménagement et déménager au numéro 10, rue des Lombards dans le 4e arrondissement de Paris.
En novembre 1981, les principaux membres de la troupe fondent une société et achètent une salle de spectacle rue du Faubourg-Saint-Martin. La troupe déménage à nouveau, inaugurant dès lors, « Le Splendid Saint-Martin ».
En 1977, plusieurs musiciens jouant dans le café-théâtre fondent Le Grand Orchestre du Splendid dont la carrière se distingue rapidement de la troupe de théâtre, créant ses propres spectacles, des disques et participant à des émissions de télévision et régulièrement sollicités et soutenus par Coluche.

## Histoire

### Groupe de jeunes comédiens
Christian Clavier, Michel Blanc, Gérard Jugnot et Thierry Lhermitte sont quatre amis d'enfance qui font connaissance au lycée Pasteur de Neuilly-sur-Seine.

### Fondation du théâtre du Splendid

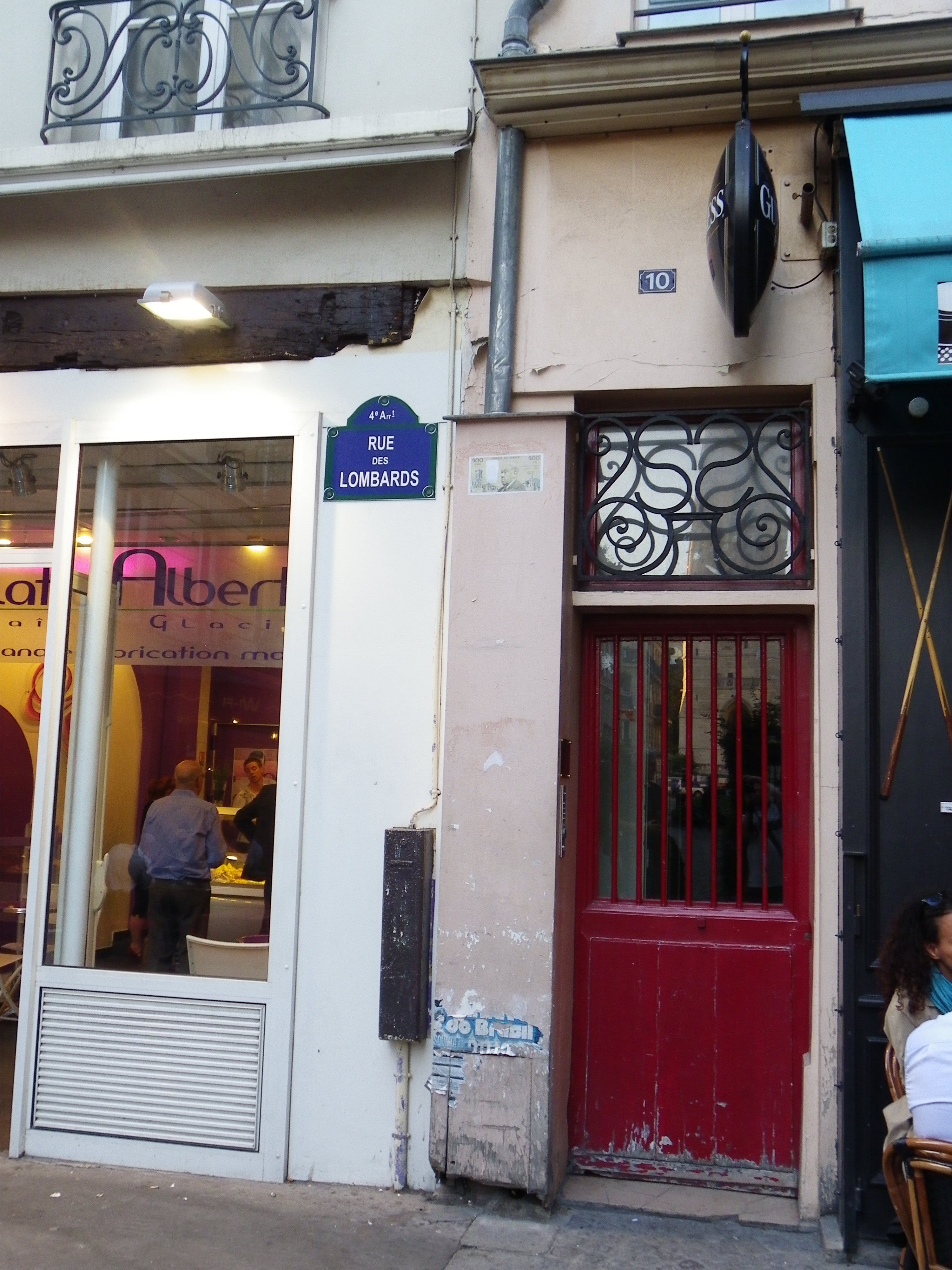
Le n°10 de la rue des Lombards.

Après avoir occupé un ancien café miteux au 18, rue d'Odessa, bien trop petit dès 1975
pour héberger leurs nouveaux spectacles, ils décident de mettre en place leur propre établissement, tout comme le Café de la Gare avait été créé par Romain Bouteille, Patrick Dewaere, Coluche, Miou-Miou et Henri Guybet.
L'équipe du Splendid récupère ainsi un local du quartier des Halles, au 10, rue des Lombards. Ils retapent, abattent des cloisons et aménagent les lieux pouvant officiellement accueillir une centaine de spectateurs à l'inauguration. Le succès du café-théâtre à Paris comme ailleurs en France est considérable et la place va rapidement leur manquer. De plus, les normes concernant les lieux recevant du public deviennent considérablement plus strictes que dans la décennie 1970. En 1981, ils ferment ainsi le lieu et doivent déménager une nouvelle fois
.

### Théâtre du Splendid Saint-Martin

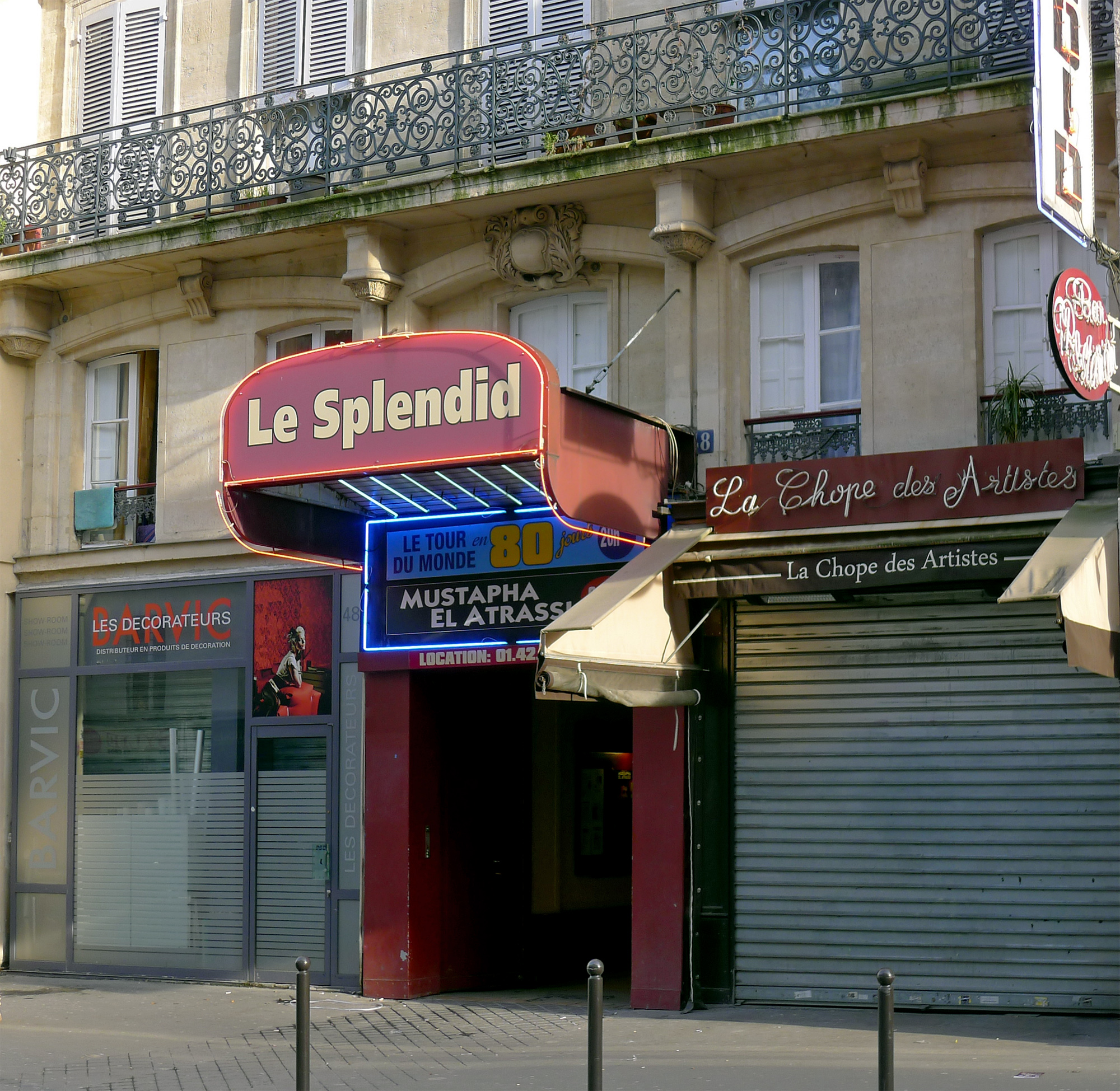
Le Splendid en 2014, rue du Faubourg-Saint-Martin.

Désirant déménager dans un théâtre plus grand, la troupe du Splendid acquiert un ancien cinéma porno, découvert grâce à une petite annonce
. 
Cette salle inaugurée en 1896 avait d'abord abrité un théâtre de quartier, les Fantaisies Saint-Martin, puis en 1907 le café-concert, le Casino Saint-Martin, où se produisent un temps les débutants Mistinguett et Maurice Chevalier.
Quand passe la mode des caf'-conç', le Casino Saint-Martin, comme beaucop d'autes, survit en salle de cinéma. Il se fait un temps appeler Saint-Martin 48. Dans les années 1970s, ce sont des films érotiques ou pornographiques qui y sont projetés. 
Le Splendid Saint-Martin est inauguré la troupe du Splendid le 8 octobre 1981
 avec le spectacle Enfin seul ! de Gérard Jugnot.

## Pièces de théâtre
- La concierge est tombée dans l'escalier
- Non, Georges pas ici
- Je vais craquer (qui donnera le film du même nom en 1980)
- Ma tête est malade
- Le Pot de terre contre le pot de vin
- Bunny's Bar ou les hommes préfèrent les grosses (adapté au cinéma dans Les hommes préfèrent les grosses en 1981)
- Amours, coquillages et crustacés[2] (qui donnera au cinéma Les Bronzés en 1978, puis deux autres suites)
- Le père Noël est une ordure (qui donnera le film du même nom en 1982)
- Papy fait de la résistance (qui donnera le film du même nom en 1983)
- Nuit d'Ivresse de Josiane Balasko en 1985, (qui donnera le film du même nom en 1986).

## Représentations

### Au Splendid Saint-Martin
- Enfin seul ! avec Gérard Jugnot, le 9 octobre 1981
- Papy fait de la résistance, du 6 novembre 1981 au 29 mai 1982
- Bunny's bar (Josiane Balasko, Étienne Chicot, Nathalie Guérin, Bruno Moynot), du 14 avril au 12 juin 1982
- Papy fait de la résistance, du 7 août 1982 au 1er janvier 1983
- Bunny’s bar (Josiane Balasko, Michel Blanc, Valérie Mairesse, Bruno Moynot), le 11 août 1982
- André Valardy, du 6 octobre 1982 au 1er janvier 1983
- Michel Boujenah, du 13 janvier au 9 avril 1983
- Le monde est petit, les pygmées aussi, du 4 février au 23 juin 1983
- Marianne Sergent, du 13 avril au 17 septembre 1983
- Nuit d'Ivresse (Josiane Balasko, Michel Blanc, Jean-François Derec) du 14 mai 1985 au 11 janvier 1986.